# Beyond the Apocalypse
Beyond the Apocalypse är det norska black metal-bandet 1349s andra fullängdsstudioalbum, utgiven 2004 av Candlelight Records.

## Låtlista
1. "Chasing Dragons" (Ravn/Archaon) – 6:31
2. "Beyond the Apocalypse" (Ravn/Archaon/Tjalve) – 4:01
3. "Aiwass-Aeon" (Ravn/Seidemann/Archaon/Tjalve) – 3:32
4. "Nekronatalenheten" (Ravn/Seidemann/Archaon/Tjalve) – 4:30
5. "Perished in Pain" (Ravn/Archaon/Tjalve/Seidemann) – 3:57
6. "Singer of Strange Songs" (Archaon/Tjalve/Seidemann) – 7:30
7. "Blood Is the Mortar" (Arcaon/Tjalve/Frost/Destroyer) – 3:52
8. "Internal Winter" (Archaon/Tjalve/Seidemann) – 7:41
9. "The Blade" (Ravn/Seideman/Tjalve) – 5:58

## Medverkande
Musiker (1349-medlemmar)
- Ravn (Olav Bergene) – sång, trummor
- Archaon (Idar Burheim) – gitarr
- Tjalve (André Kvebek) – gitarr
- Seidemann (Tor Risdal Stavenes) – basgitarr, munspel
- Frost (Kjetil-Vidar Haraldstad) – trummor

Produktion
- Ravn – producent, omslagsdesign
- Ronni Le Tekrø – producent
- Kjartan Hesthagen – ljudtekniker
- Dr. Davidsen (Davide Bertolini) – ljudtekniker
- Tom Kvålsvoll – mastring
- Frost – omslagsdesign
- Fredrik M. Heimansen – omslagsdesign
- Peter Beste – foto
- Alexander Langholt – foto

### Fotnoter
1. ↑  Studio Studio Nyhagen
2. ↑  Beyond the Apocalypse på discogs.com